# Flight Design CTSW
Die Flight Design CTSW ist ein Ultraleichtflugzeug des deutschen Flugzeugherstellers Flight Design. Sie ist der Nachfolger der Version CT2K.

## Aufbau
Das Flugzeug ist ein freitragender Schulterdecker in Faserverbundbauweise (Kohlenstoff und Aramidfasern) und kann unter den Rahmenbedingungen für Ultraleichtflugzeuge laut europäischer und amerikanischer Spezifikation geflogen werden. Zusätzlich ist es zum Schlepp von Segelflugzeugen (bis 650 kg) und Werbebannern (bis 20 kg) zugelassen. Die Maschine wird in den drei Varianten Light (gewichtsoptimiert, grundinstrumentiert, 280 kg), Classic (gehobene Ausstattung, 310 kg) und Advanced (mit Glascockpit, Top-Ausstattung, 320 kg) angeboten.
Seit dem Start der Produktion im Jahr 2003 wurden bisher mehr als 900 Stück produziert. Seit 2009 wird sie durch die CTLS ergänzt.

## Technische Daten
| Kenngröße                             | Daten                                                 |
| ------------------------------------- | ----------------------------------------------------- |
| Typ                                   | UL (wahlweise auch als Echo-Klasse)                   |
| Besatzung                             | 1                                                     |
| Passagiere                            | 1                                                     |
| Länge                                 | 6,21 m                                                |
| Spannweite                            | 8,53 m                                                |
| Höhe                                  | 2,15 m                                                |
| Flügelfläche                          | 9,98 m²                                               |
| Flügelstreckung                       | 7,3                                                   |
| max. Kabinenbreite                    | 1,24 m                                                |
| Leermasse                             | 279 kg (EU) / 315 kg (US)                             |
| max. Startmasse                       | max. 472,5 kg (EU) / 600 kg (US) (mit Rettungssystem) |
| Höchstgeschwindigkeit                 | 300 km/h                                              |
| Reisegeschwindigkeit                  | 200–240 km/h                                          |
| Überziehgeschwindigkeit (40° Klappen) | 65 km/h                                               |
| Dienstgipfelhöhe                      | 4572 m                                                |
| Steigrate                             | 4,9 m/s                                               |
| Reichweite                            | 2000 km                                               |
| Triebwerk                             | ein Rotax 912S mit 73,5 kW (100 PS) bei 5800 1/min    |
| Propeller                             | Neuform oder Kaspar                                   |
| Tankinhalt                            | 130 l (Super oder Super Plus)                         |
| Klappen                               | −12°, 15°, 30°, 40° elektrisch                        |